# Museo Nacional del Aire y el Espacio de Estados Unidos
El Museo Nacional del Aire y el Espacio (National Air and Space Museum) del Instituto Smithsoniano de los Estados Unidos contiene la mayor colección de aviones y naves espaciales del mundo. Además, es un centro de investigación sobre la historia, ciencia y tecnología de la aviación y el vuelo espacial, así como de las ciencias planetarias, la geología terrestre y la geofísica. Casi todos los objetos exhibidos son originales o copias de reserva de los originales. Allí se grabó la película Una noche en el museo 2.

## El edificio
El Museo Nacional del Aire y el Espacio se considera uno de los ejemplos más significativos de arquitectura moderna en Washington D. C. Debido a su cercanía al Capitolio, el Instituto Smithsoniano quería un edificio que fuese impresionante pero que no hiciese sombra al Capitolio. El arquitecto Gyo Obata de Hellmuth, Obata y Kassabaum, con sede en San Luis, aceptó el reto y diseñó el museo con cuatro grandes cubos de travertino que están conectados a través de tres espaciosos atrios de metal y cristal, los cuales albergan las exposiciones de los misiles, aviones y naves espaciales más grandes.

## Colección

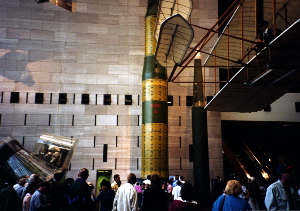
Interior del museo

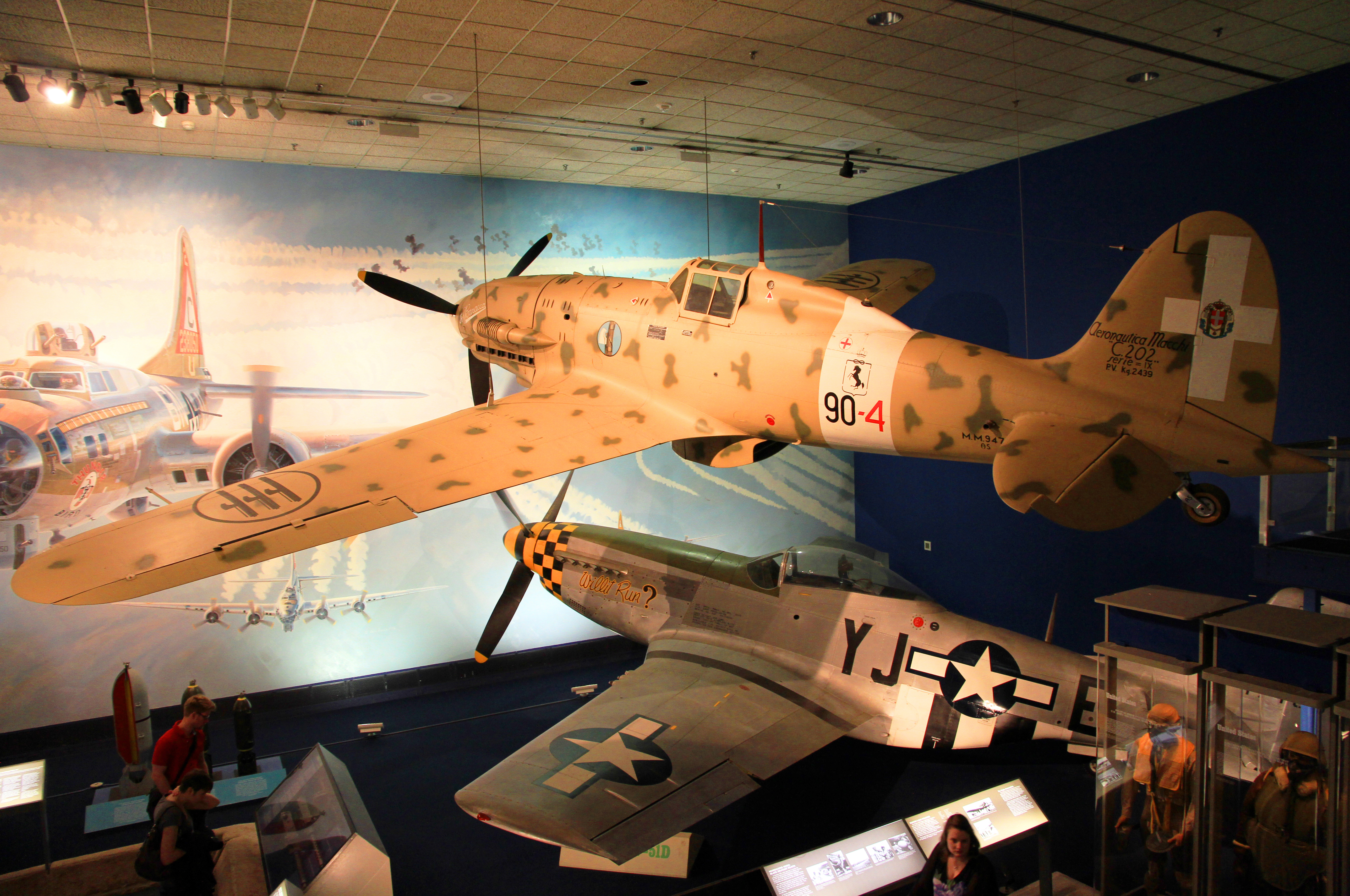
Macchi C202 y Mustang P-51D

### Edificio principal
El edificio principal (abierto el 1 de julio de 1976) está en el National Mall de Washington D. C., entre el Museo Nacional de los Indios Americanos y el Museo Hirshhorn y Jardín de Esculturas. Es uno de los destinos turísticos más populares de la ciudad. Además de las salas llenas de aviones históricos, hay un cine IMAX y el planetario Albert Einstein.

### Objetos destacados de la colección
- El original Wright Flyer, avión que hizo el primer vuelo propulsado y controlado en 1903 (Orville Wright y Wilbur Wright).
- Uno de los Douglas World Cruiser (concretamente el Chicago) que realizó con éxito la primera circunnavegación aérea de la tierra, durante 175 días, recorriendo más de 42.000 kilómetros.[2][3]
- El Spirit of Saint Louis, en el que Charles Lindbergh realizó el primer vuelo en solitario a través del Océano Atlántico.
- El Bell X-1, en el que Chuck Yeager hizo el primer vuelo supersónico.
- Un cohete V-2 reconstruido, el primer objeto humano en alcanzar el espacio.
- La cápsula Friendship 7, con la que John Glenn se convirtió en el primer estadounidense en orbitar la Tierra.
- El módulo de la Apollo 11, la primera misión tripulada en llegar a la Luna.
- Una de las escasas muestras de roca lunar accesibles al público (incluso se pueden tocar).
- Una roca de Marte (un meteorito).
- Una réplica de la Pioneer 10, el primer objeto humano en salir del sistema solar.
- SpaceShipOne, el primer vehículo privado pilotado en alcanzar el espacio.
- El Air Force One de 1960, usado por primera vez por el presidente John Fitzgerald Kennedy.

También se ha construido un anexo, el Steven F. Udvar-Hazy Center, cerca del Aeropuerto Internacional de Dulles, que en un futuro albergará unos 200 aviones y alrededor de 135 naves espaciales. Pero hoy en día ya contiene, entre otras, las siguientes exposiciones:
- El prototipo del Boeing B707, conocido como Boeing 367-80 o Dash 80.
- El SR-71 Blackbird, que es un avión espía de reconocimiento de alta velocidad y altura.
- El Concorde de Air France, famoso avión de pasajeros supersónico.
- El transbordador espacial Discovery, que sustituye al Enterprise, anteriormente exhibido.
- El Enola Gay, avión desde el cual se lanzó la bomba atómica sobre la ciudad japonesa de Hiroshima el 6 de agosto de 1945.

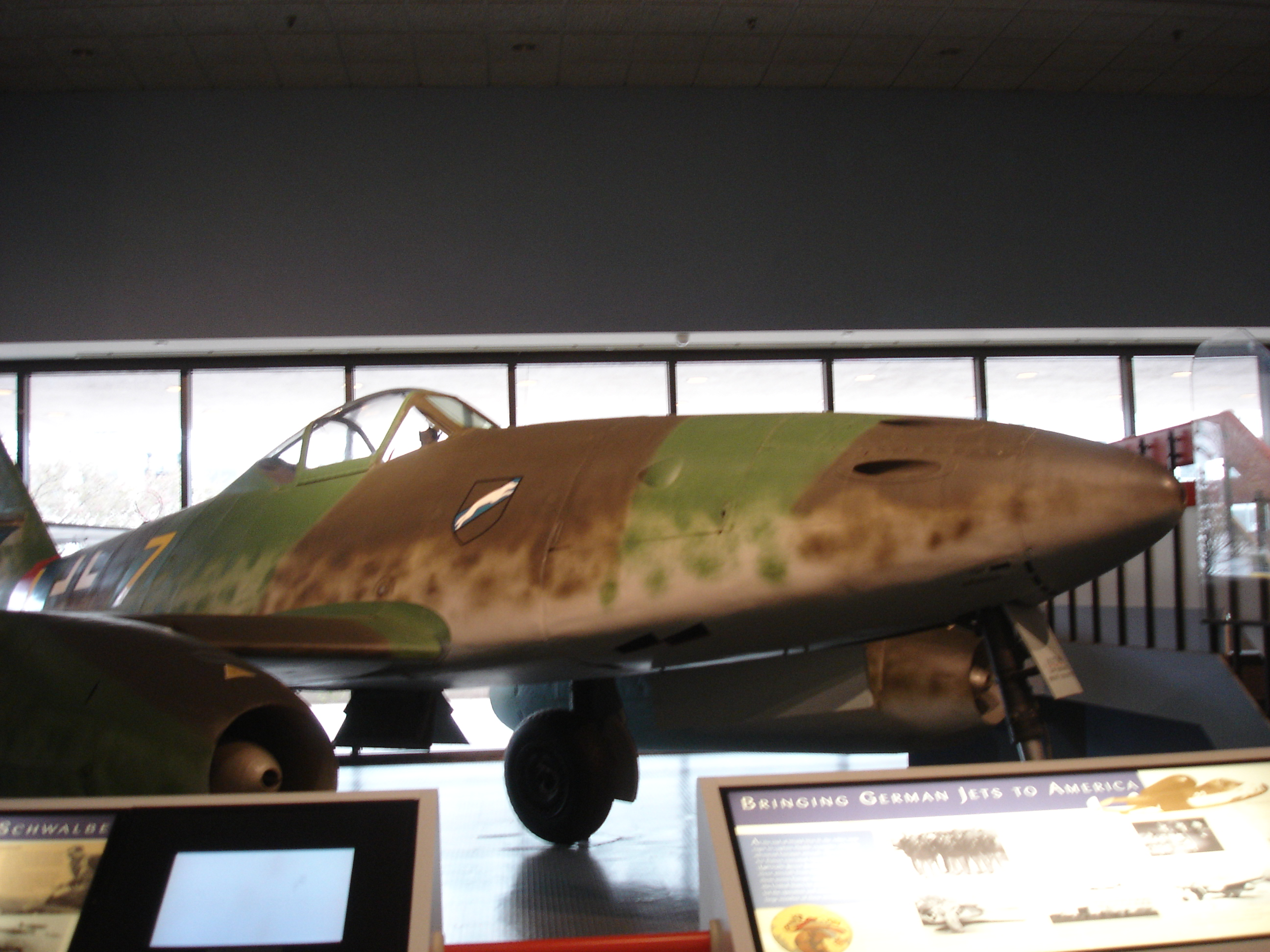
Un Messerschmitt Me 262 superviviente en el museo.

- El Messerschmitt Me 262, modelo del avión nazi que fue el primer cazabombardero de propulsión jet de la historia. Conocido por su brillante actuación contra los cazas y bombarderos aliados.

## Historia
En un principio se llamó Museo Nacional del Aire. Fue fundado el 12 de agosto de 1946 por el Congreso de los Estados Unidos. Algunas de las piezas provienen de la Exposición Centenaria de Filadelfia de 1876 después de la cual la Comisión Imperial China donó un conjunto de cometas a los Smithsonians. El motor a vapor Stringfellow (utilizado en aeronaves) fue adquirido en 1889, lo cual la convierte en la primera pieza de la colección adquirida por el Instituto Smithsoniano.
Tras la fundación del museo, no había un edificio donde se pudiera mostrar todos los objetos. Algunos objetos se mostraban en el Edificio de Artes e Industrias, algunos se almacenaban en un cobertizo en una zona verde que llegó a conocerse como el «Edificio del Aire y el Espacio» y los misiles más grandes se mostraban fuera del cobertizo, en la conocida Fila de Cohetes.
El hecho de que se donasen muchos aviones tras la Segunda Guerra Mundial y la necesidad de un hangar y una fábrica aeroespacial para la guerra de Corea llevó a la Fundación a buscar un complejo propio para almacenar y restaurar las aeronaves. El actual edificio Garber fue cedido por la comisión nacional de parques de Washington en 1952 después de que el director Paul E. Garver señalase una zona boscosa desde el aire. bulldozers de Fort Belvoir y edificios prefabricados de la Armada de los Estados Unidos ayudaron a mantener un presupuesto bajo. La carrera espacial de los años 50 y de los años 60 llevó a que se renombrara el museo como «Museo Nacional del Aire y el Espacio». En el 2003, gracias a una donación privada, se inauguró el Steven F. Udvar-Hazy Center en las cercanías del Aeropuerto Internacional Washington-Dulles.